# بالدرشوانگ
بالدرشوانگ (به آلمانی: Balderschwang) یک شهر در آلمان است که در ابرالاگوی واقع شده‌است. بالدرشوانگ ۲۱۹ نفر جمعیت دارد.